# Onikan-Stadion
Onikan-Stadion (englisch Onikan Stadium) ist ein Stadion in Lagos, Nigeria. Es fasst 5.000 Zuschauer und wird zurzeit hauptsächlich als Fußballstadion genutzt. 
Der heimische Fußballverein Julius Berger FC trägt hier seine Heimspiele aus.